# Paris Bis
Paris Bis, ursprungligen Paris Bizarre, var en svensk musikgrupp bestående av Irma Schultz (sång) och Tom Wolgers (keyboards). De gav 1986 ut singeln Body & Soul .

## Diskografi[2]
- Black and Blue (really blue) – Mekano Christmas Party LP (Mekano Records M2), 1985
- Body & Soul / Unis dans la nuit unique – 7"-singel (Mekano Records M4), 1986
- Body & Soul (Euro version) / Unis dans la nuit unique / Body & Soul – 12"-singel (Mekano Records M5), 1986

## Video
Body & Soul (Musikvideo på Youtube)